# Bâton lumineux
Ne doit pas être confondu avec un tube fluorescent.

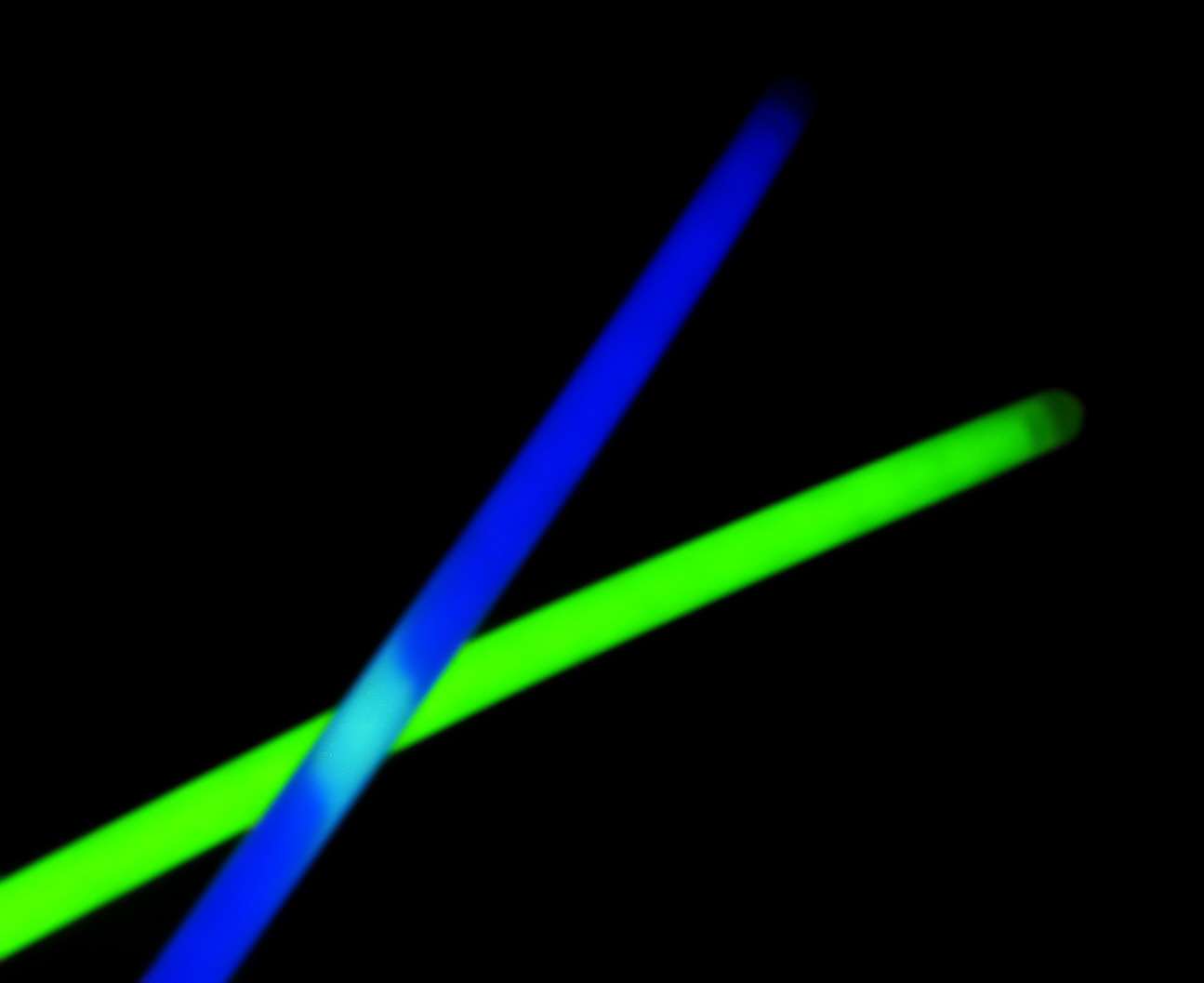
Deux tubes fluorescents de couleurs vertes et bleues ; leur superposition donne du cyan.

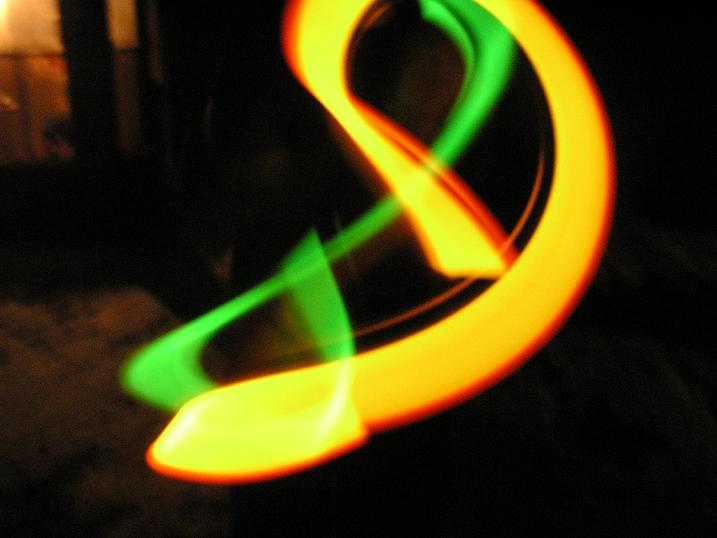
Mouvement de danse effectués avec des cyalumes.

Un bâton lumineux (anglais : glowstick, lightstick) aussi appelé SnapLight ou Cyalume (marques déposées) est un objet destiné à produire de la lumière pour l'éclairage ou la signalisation.
Le bâton lumineux est constitué d'un tube de plastique, fermé de manière étanche à ses extrémités, contenant deux composés chimiques distincts séparés par une capsule de verre de faible résistance. La rupture de cette capsule, qui se fait par flexion du tube de plastique, a pour effet de mélanger les deux produits et de produire de la lumière par réaction chimique, sans apport énergétique externe (chimiluminescence produisant une lumière par fluorescence).

## Caractéristiques
Une fois le tube « activé », le mélange continu des réactifs produit une lumière de faible intensité, qu'il n'est pas possible de stopper facilement avant consommation complète des réactifs. Cependant, la réaction est notablement ralentie par les basses températures, et au contraire fortement accélérée par la chaleur et le mélange des réactifs (obtenue en agitant le tube). La durée d'éclairement est variable suivant les modèles (de cinq minutes à douze heures à température ambiante) ; celle-ci est, dans une certaine mesure, inversement proportionnelle à l'intensité de la lumière produite. Les modèles ayant une durée de vie de douze heures produisent une lumière comparable à la clarté produite par la flamme d'une bougie.
Le mélange chimique met en œuvre les propriétés du luminol (3-aminophtalhydrazide), qui produit une lueur par un phénomène de chimiluminescence une fois en présence d'ions d'hydroxydes et d'oxygène (réaction d'oxydo-réduction). Les avantages de ce type d'éclairage tiennent surtout au fait qu'ils ne sont ni toxiques, ni inflammables, ni comburants, ni déflagrants (aucune pression interne). Ils ne produisent aucune étincelle ou flamme, ni à l'allumage, ni en fonctionnement. Ils flottent sur la plupart des liquides grâce à la présence d'une petite quantité d'air enfermée à l'intérieur du dispositif.
Ces propriétés en font des éclairages de secours idéaux dans des atmosphères confinées (silos, etc.) ou explosives (fuite de gaz inflammables, par exemple). Ils sont relativement bon marché et la fiabilité de fonctionnement élevée de ces dispositifs ne peut guère être mise en échec que par le perçage du tube de plastique, qui est par ailleurs hautement résistant aux contraintes mécaniques. Il est ainsi possible d'appliquer sur le dispositif une masse de plusieurs dizaines de kilogrammes sans y occasionner de dégâts notables. Évidemment, ces tubes ne requièrent pas de batterie. Leur durée de stockage avant utilisation varie de deux à cinq ans. Ces dispositifs existent en diverses longueurs, diamètre et couleurs de lumière.

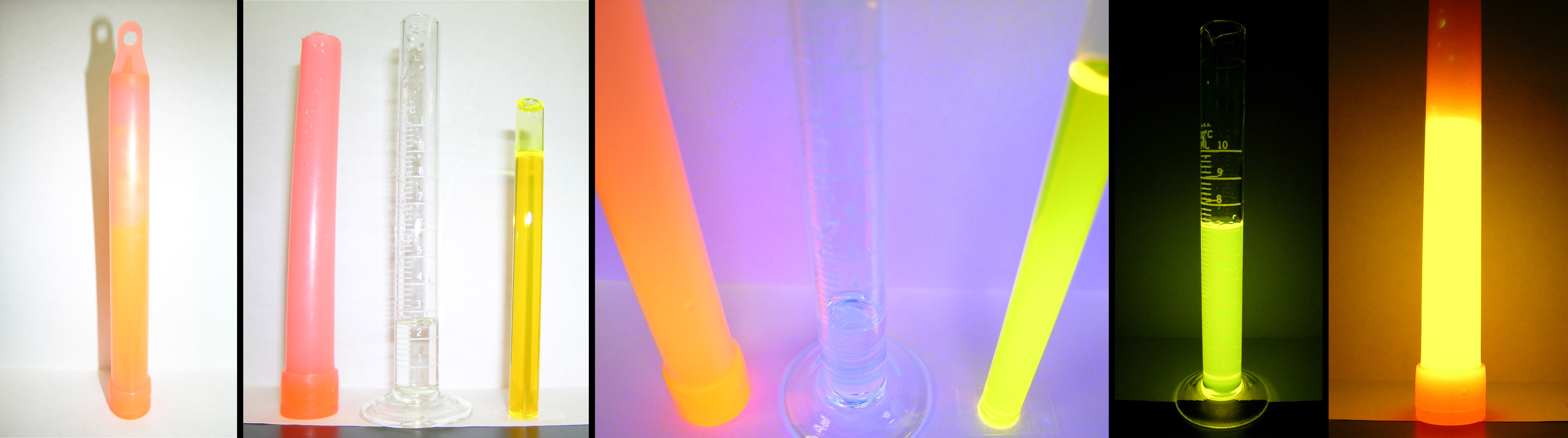
Composition d'un cyalume : tube originel à gauche ; puis tube ouvert, solution de peroxyde versée dans une éprouvette graduée et ampoule de fluofore retirée ; puis ces trois éléments placés sous illumination UV, montrant leur fluorescence ; puis phénomène de chimiluminescence lors du mélange de ces composés ; puis à droite, le mélange replacé dans le tube plastique, montrant la légère variation de teinte.

## Chimie
Le bâton lumineux contient des composés chimiques variables ainsi qu'un colorant fluorescent (typiquement un fluorophore). La solution contenue dans le tube est un mélange du colorant et d'un luminol (ester), par exemple l'oxalate de diphényle  (« cyalume ») ou un de ses dérivés comme l'oxalate de di(2,4,6-trichlorophényle) (TCPO),. La capsule interne contient elle un peroxyde d'hydrogène (eau oxygénée). Le mélange des deux produit une réaction chimique lors de laquelle l'ester est oxydé et donne deux molécules de phénol et une molécule de 1,2-dioxétanedione. Cette dernière se décompose spontanément en dioxyde de carbone, ce qui produit de l'énergie qui excite le colorant. Celui-ci se désexcite en émettant un photon. La longueur d'onde du photon, i. e. la couleur de la lumière émise, dépend de la structure du colorant.
Les colorants utilisés dans les bâtons lumineux produisent généralement de la fluorescence lorsque soumis à un rayonnement ultraviolet, si bien qu'un tube déjà utilisé rayonnera encore sous une lumière noire. En ajustant les concentrations relatives des réactifs, les industriels peuvent produire des bâtons lumineux qui rayonnent vivement pendant un temps bref ou faiblement sur une longue durée.
Les différents colorants utilisés sont :

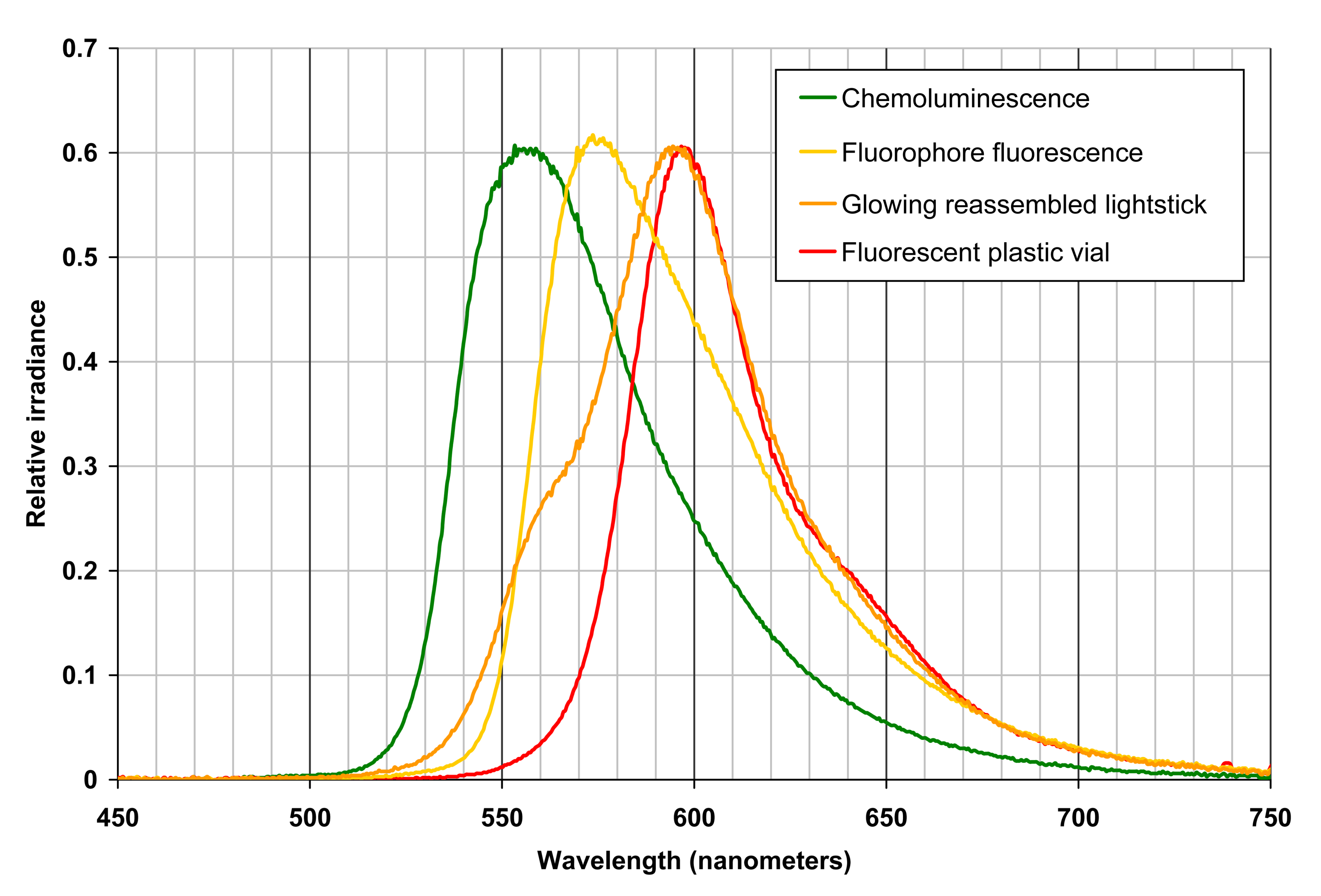
En vert : spectre d'émission par chimiluminescence pour un mélange de fluorophore et peroxyde retiré du tube ; en orange : fluorescence du fluorophore seul avant mélange, dans sa capsule, sous lumière noire ; en rouge : fluorescence du tube de plastique externe sous lumière noire ; en orange foncé : spectre total du bâton lumineux dans le tube orangé. Ce graphique montre que la lumière orangée issue d'un bâton orange est créée par une lumière vert-jaune issue d'un liquide émetteur de fluorescence.

| Couleur    | Composé                                    | Composé |
| ---------- | ------------------------------------------ | ------- |
| Bleu       | 9,10-Diphénylanthracène                    |         |
| Vert       | 9,10-Bis(phényléthynyl)anthracène          |         |
| Jaune-vert | Tétracène                                  |         |
| Jaune      | 1-Chloro-9,10-bis(phényléthynyl)anthracène |         |
| Orange     | 5,12-Bis(phényléthynyl)naphtacène          |         |
| Orange     | Rubrène                                    |         |
| Orange     | Rhodamine 6G                               |         |
| Rouge      | Rhodamine B                                |         |

## Utilisations

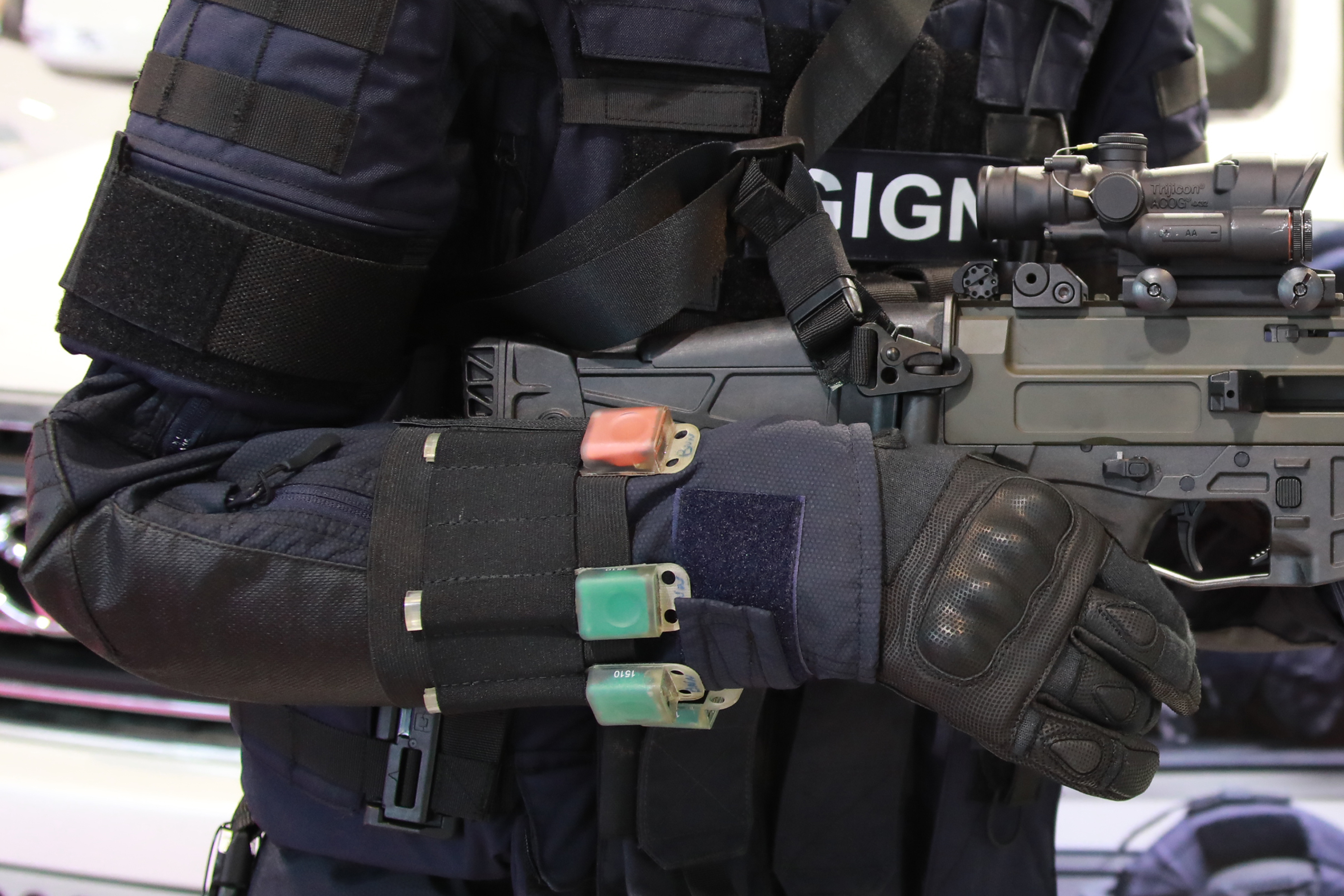
Un des modèles de bâtons lumineux utilisé par le GIGN - Eurosatory 2018.

Ce type de dispositif est utilisé par les professionnels de la spéléologie, de la sécurité, de plongée sous-marine, ainsi que par les militaires. Certains sites industriels à risque (fabrication d'engins pyrotechniques, etc.) en font également usage. Ces dispositifs permettent notamment de baliser un obstacle, une issue, mettre en place une « ligne de vie » lumineuse, de repérer la position d'un coéquipier dans l'obscurité, etc.
Certaines unités militaires comme le DEVGRU américain les placent à l'entrée d'une pièce pour signaler qu'elle a été sécurisée. Certains modèles sont infrarouges, donc invisibles à l’œil nu mais visibles avec des JVN [réf. nécessaire].
De plus petits dispositifs, cependant très similaires, sont utilisés par les barmans pour décorer les cocktails dans les bars, portés la nuit sous forme de collier ou bracelet.
Les bâtons lumineux sont également populaires dans les concerts d'idoles Kpop Jpop au Japon et en Corée du Sud où les fans encouragent leurs membres préférés par leurs couleurs respectives. 
Les bâtons lumineux sont utilisés pour la pêche sportive au thon et à l'espadon, car ils simulent la lumière des calmars par exemple. La lumière de couleur verte est généralement considérée comme la plus attractive pour cette pêche.